# Kids (Robbie Williams–Kylie Minogue-dal)
A Kids című dal az ausztrál énekes-dalszerző Kylie Minogue és Robbie Williams közös dala, mely 2000. október 9-én jelent meg Williams harmadik stúdióalbumának, a Sing When You’re Winning címűnek második kislemezeként, valamint Minogue 7. Light Years című stúdióalbumának harmadik kislemezeként.
Williams és akkori dalszerző partnere, Guy Chambers közösen írták a dalt Minogue-nak, miután megkereste Williamst, hogy írjanak neki néhány dalt a Parlophone kiadónál megjelent Light Years című albumához. Williams érezte a közös hangot Minogue-val, így úgy döntött, hogy duetté alakítja a dalt, és felveszi a dalt az albumára, majd kislemezként megjelenteti. A dalban szereplő rap betétet, amelyben magát Sean Conneryvel hasonlítja össze, és tartalmazza a "Press be asking do I care for sodomy/I't know/Yeah probably" sorokat, teljes egészében eltávolították a rádiókból, és Minogue albumáról is. 
Minogue és Williams újra felvették a "Kids" című dalt, mely ezúttal egy frissített, funkcionáltabb feldolgozás volt. A dal Williams XXV. című válogatásalbumán jelent meg.

## Kereskedelmi sikerek
A dal hatalmas siker volt az Egyesült Királyságban, a slágerlista 2. helyére került. Több, mint 200.000 eladott példánnyal, a BPI ezüstlemezzé minősítette. Több más országban is bejutott a top 10-be: Új-Zélandon, Mexikóban, Argentínában. Ausztráliában a legjobb 20 dal közé került be, itt aranylemez lett, mivel több, mint 35.000 darabot adtak el belőle..
Annak ellenére, hogy a szöveget Robbie Williams és Guy Chambers írta, a dal Kylie korábbi, „Give Me Just a Little More Time” című slágerére utal. Kylie azt énekli: "you're dancing with the chairman of the board"... A Chairmen of the Board az az együttes, aki a már említett dalt eredetileg kiadta, de utalás Robbie Williams idoljára, Frank Sinatrára is, akinek a beceneve "Chairman of the Board" (igazgatótanácsi elnök) volt.

## Élő előadások
Robbie és Kylie csak néhány alkalommal adta elő közösen a számot. A legismertebb ezek közül a 2000-es MTV Europe Music Awards-os fellépésük volt. A Top of the Pops-ban kétszer adták elő a dalt, és egyszer Robbie 2001-es manchesteri koncertjén.
Mindkét előadó előszeretettel adja elő a turnéján a dalt; ilyenkor általában valamelyik háttérénekesük veszi át a szóló részt. Kylie Showgirl: The Homecoming Tour Bono énekelte Robbie részét. Kylie húga, Dannii Minogue szintén fellépett a Showgirl néhány állomásán, hogy nővérével együtt adhassa elő a dalt.

## Videóklip
A dal videoklipje számos utalást tartalmaz a Grease című zenés filmre, különösen Williams és Minogue koreográfiájában. A dalhoz tartozó videoklipet Simon Hilton rendezte, melyet 2023 augusztusáig több mint 19 millióan tekintették meg a YouTube-on.
A videoban Minogue bőrfarmerben, és egy fekete szövetfelsőben jelenik meg, míg Williams egy fekete öltönyben látható. Táncolni kezdenek, majd megjelennek egy fénylépcsőn, karneválszerű táncosokkal körülvéve. A következő jelenetben egy elzárt színpadon jelennek meg, illetve egy éjszakai klubban. Később tükrök és fények közepette láthatóak egy sikátorban. A klip egy pezsgőfürdős jelenettel záródik, ahol Minogue és Williams meztelenül csókolóznak.

## Formátumok és számlista
| Ausztrál CD1 1. "Kids" – 4:47 2. "John's Gay" – 3:40 3. "Often" – 2:46 4. "Rock DJ" (video) Ausztrál CD2 1. "Kids" – 4:47 2. "Karaoke Star" – 4:10 3. "Kill Me or Cure Me" – 2:14 4. "Kids" (video) Európai CD single 1. "Kids" – 4:47 2. "John's Gay" – 3:40 3. "Kids" (video) | UK CD1 1. "Kids" – 4:47 2. "John's Gay" – 3:40 3. "Often" – 2:46 4. "Kids" (video) UK CD2 1. "Kids" – 4:47 2. "Karaoke Star" – 4:10 3. "Kill Me or Cure Me" – 2:14 UK kazetta single 1. "Kids" – 4:47 2. "John's Gay" – 3:40 3. "Often" – 2:46 |

## Minősítések és eladások
| Ország             | Minősítés  | Eladás   |
| ------------------ | ---------- | -------- |
| Ausztrália         | aranylemez | 35,000+  |
| Egyesült Királyság | ezüstlemez | 200,000+ |

## Slágerlista
| Slágerlista (2000)                    | Legjobb helyezések |
| ------------------------------------- | ------------------ |
| Ausztrália (ARIA)                     | 14                 |
| Belgium (Ultratop 50 Flanders)        | 38                 |
| Belgium (Ultratip Wallonia)           | 10                 |
| Croatia (HRT)                         | 3                  |
| Europe (Eurochart Hot 100)            | 11                 |
| Németország (Media Control Charts)    | 47                 |
| Hungary (Mahasz)                      | 8                  |
| Iceland (Íslenski Listinn Topp 40)    | 3                  |
| Írország (IRMA)                       | 9                  |
| Olaszország (FIMI)                    | 29                 |
| Hollandia (Top 40)                    | 11                 |
| Hollandia (Single Top 100)            | 24                 |
| Új-Zéland (Recorded Music NZ)         | 5                  |
| Portugal (AFP)                        | 10                 |
| Skócia (Scottish Singles Top 40)      | 2                  |
| Svédország (Sverigetopplistan)        | 31                 |
| Svájc (Schweizer Hitparade)           | 35                 |
| Egyesült Királyság (UK Singles Chart) | 2                  |

| Slágerlista (2000) | Helyezések |
| ------------------ | ---------- |
| Ireland (IRMA)     | 90         |
| UK Singles (OCC)   | 76         |

## Minősítések
| Régió                                                       | Minősítés | Eladott példányszám |
| ----------------------------------------------------------- | --------- | ------------------- |
| Ausztrália (ARIA)                                           | arany     | 35 000^             |
| Egyesült Királyság (BPI)                                    | ezüst     | 235,000             |
| ^ Kiszállítási példányszámok kizárólag a minősítés alapján. |           |                     |

## Megjelenések
| Ország             | Dátum            | Formátum(ok) | Label(s)  | Ref.   |
| ------------------ | ---------------- | ------------ | --------- | ------ |
| Egyesült Királyság | 2000. október 9. | CD · MC      | Chrysalis | [ 37 ] |
| Ausztrália         | 2000.október 30. | CD           | Chrysalis | [ 38 ] |